# John Baptist Attakruh
John Baptist Attakruh (* 13. Oktober 1957 in Juabo, Ghana) ist ein ghanaischer Geistlicher und römisch-katholischer Bischof von Sekondi-Takoradi.

## Leben
Nach seiner Ausbildung im Knabenseminar in Elmina trat Attakruh 1980 zunächst in das Noviziat des Jesuitenordens in Benin City ein. Als Seminarist seiner Heimatdiözese Sekondi-Takoradi studierte er von 1982 bis 1985 Philosophie am Institut St. Petrus Canisius in Kinshasa und Theologie am Regionalseminar St. Petrus in Cape Coast. Er erwarb von 1992 bis 1995 ein Lizenziat im Fach Liturgie an der Päpstlichen Hochschule Sant’Anselmo in Rom und empfing am 30. Juli 1989 die Priesterweihe.
Nach der Priesterweihe war er in verschiedenen Bereichen der Pfarrseelsorge, der Priesterausbildung und der diözesanen Gremien in seiner Heimat tätig. Von 2004 bis 2014 studierte er in den USA an der St. John’s University und war in zahlreichen Pfarreien und Bereichen seelsorglich tätig. Seit 2016 war er Dozent für Liturgie am Priesterseminar in Cape Coast und seit 2017 Seelsorger der Pfarrei St. Ignatius an der Basis der Luftstreitkräfte in Ghana, ehe er am 31. Juli 2020 zum Apostolischen Administrator seines Heimatbistums Sekondi-Takoradi ernannt wurde.
Papst Franziskus ernannte ihn am 24. Juni 2021 zum Bischof von Sekondi-Takoradi. Die Bischofsweihe empfing er am 24. September desselben Jahres in der Kathedrale von Takoradi.